# Коротка медична енциклопедія
Краткая медицинская энциклопедия (укр. Коротка медична енциклопедія) — радянська тритомна енциклопедія для середнього медичного персоналу.
Редакційна колегія видання складалася з академіків Академії медичних наук СРСР. Головний редактор — академік Борис Петровський, відповідальний редактор — А. Н. Шабанов. Заступники головного редактора — академік Володимир Тімаков і професор І. П. Лідов, який був також завідувачем головної редакції.
Видана видавництвом «Радянська енциклопедія» тиражем 115 000 примірників. Перший том вийшов 1972 року, другий — 1973-го і третій — 1974-го.
Друге видання Короткої медичної енциклопедії вийшло у 1989-1990 роках тиражем у 200 000 екземплярів.
У підготовці видання брали участь художники: Є. С. Богословська, Н. О. Москальова, А. С. Панін, М. Ю. Черепанов , Ф. І. Юришева.
Коротка медична енциклопедія призначена для фельдшерів, акушерок та медичних сестер, в ній описані організація та проведення санітарно-гігієнічних та протиепідемічних заходів; діагностика, профілактика та лікування різних захворювань, у тому числі інфекційних, долікарська допомога, догляд за хворими та боротьба з травматизмом.

## Бібліографічні дані
- Краткая Медицинская Энциклопедия / Отв. ред. А. Н. Шабанов. — М. : Советская энциклопедия, 1972. — Т. 1: А — Корхорозид. — 584 с.
- Краткая Медицинская Энциклопедия / Отв. ред. А. Н. Шабанов. — М. : Советская энциклопедия, 1973. — Т. 2: Корь — Ртуть. — 600 с.
- Краткая Медицинская Энциклопедия / Отв. ред. А. Н. Шабанов. — М. : Советская энциклопедия, 1974. — Т. 3: Рубец — Ящур. — 542 с.
- Краткая Медицинская Энциклопедия / Гл. ред. Б. В. Петровский. — 2-е изд. — М. : Советская энциклопедия, 1989. — Т. 1: А — Кривошея. — 624 с.
- Краткая Медицинская Энциклопедия / Гл. ред. Б. В. Петровский. — 2-е изд. — М. : Советская энциклопедия, 1989. — Т. 2: Криз гипертонический — Риккетсии. — 608 с. — ISBN 5-85270-056-8.
- Краткая Медицинская Энциклопедия / Гл. ред. Б. В. Петровский. — 2-е изд. — М. : Советская энциклопедия, 1990. — Т. 3: Риккетсиозы — Ящур. — 559 с. — ISBN 5-85270-009-6.